# Achalinus werneri
Achalinus werneri är en ormart som beskrevs av Van Denburgh 1912. Achalinus werneri ingår i släktet Achalinus och familjen snokar. IUCN kategoriserar arten globalt som sårbar. Inga underarter finns listade i Catalogue of Life.
Arten förekommer på Ryukyuöarna i Japan. Honor lägger ägg.